# Qiliania
Qiliania (del término Xiongnu qilian, "cielo") es un género extinto de un ave temprana de principios del Cretácico (Aptiense). Era una enantiornita que vivió en lo que ahora es la provincia de Gansu, en el noroeste de China. Es conocida a partir de dos esqueletos incompletos, semiarticulados y preservados en tres dimensiones, los cuales fueron hallados en la formación Xiagou de la Cuenca Changma. Fue nombrada por Ji Shu-An, Jessie Atterholt, Jingmai O'Connor, Matthew Lamanna, Jerry Harrs, Li Da-Qing, You Hai-Lu y Peter Dodson en 2011 y la especie tipo es Qiliania graffini. La especie fue nombrada en homenaje a Greg Graffin, un paleontólogo y miembro de la banda de rock punk Bad Religion, gracias a la sugerencia del coautor Jingmai O'Connor, un seguidor de larga data de la banda.